# Герб Чигирина
Герб Чигирина — офіційний символ міста, затверджений рішенням № 11-9 Чигиринської міської Ради від 19 червня 1992 року.

## Опис
В основу герба покладений історичний символ — у срібному полі три стріли. В главі щита зображений кінь, який скаче в лівий бік — історичний Герб Черкас на знак сучасного адміністративного підпорядкування міста.

## Історичні герби міста
26 грудня 1852 року був затверджений герб російського періоду. У горішній частині перетятого щита герб Київський; у долішній — в срібному полі три покладені навхрест стріли, звернені вістрями догори. Щит увінчаний срібною міською короною з п'ятьма вежками.
Також існував проект Бориса Кене 1864 року: в чорному полі срібний Андріївський хрест, обтяжений червоними стрілами з чорними вістрями. У вільній частині — герб Київської губернії. Щит увінчаний срібною міською короною з трьома вежками і обрамований двома золотими колосками, з'єднаними Олександрівською стрічкою. Затвердження не отримав.

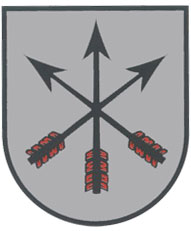
Герб Чигирина з 1592 року.
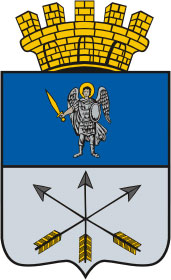
Герб Чигирина з 1852 року.
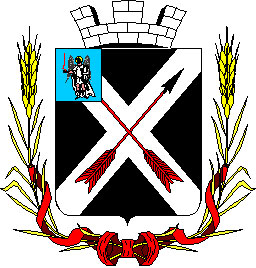
Проект герба 1864 року